# Anakena (serie de televisión)
Anakena fue una serie chilena producida por Canal 13 en 1982. Creada por Roberto Sarah y adaptada por el director José Caviedes, contó con las actuaciones protagónicas de Ramón Farías y Ana María Ramos. Fue la primera teleserie chilena con temática pascuense, la segunda y última fue Iorana de Televisión Nacional de Chile en 1998.

## Trama
En Rapa Nui, esa remota isla rodeada de mar y de misterio, se desarrolla la trama central de esta historia, cuyos protagonistas se mueven entre la realidad y la leyenda. Damián es un joven médico que ejerce en un hospital de Santiago. Amante de su profesión, soltero, atractivo y sin mayores problemas, se siente de pronto atrapado por algunos conflictos sentimentales que no logran llenar el vacío que siente en sí mismo.
Deseoso de paz y de respuestas, decide partir por un tiempo hacia algún lugar lejano y elige la isla de Pascua. Allí conoce al Dr. Soler, el médico de la isla, un hombre que ama esa tierra y se convierte en su amigo.
Éste que lo inicia en los secretos de un lugar encantado cuyos habitantes llaman Te Pito o Te Henua (“ombligo del mundo”) o Mata Ki Te Rangi (“los ojos que miran al cielo”) y que una vez un científico, Thor Heyerdahl, prendado por su embrujo, la situará al este del sol y al oeste de la puna.
Allá también, a la sombra de los moais conoce a Tiare (“flor”) la dulce joven que, agradecida, lo lleva a conocer el Rano Raraku (“volcán rayado”), la ciudad real de Orongo, y la playa de arenas blancas Anakena (”la playa de agosto”) donde la realidad histórica hizo desembarcar al primer Ariki (“rey”) de la isla, el legendario Hotu Matua.
Mientras en Anakena nace entre Tiare y Damián una relación de amor imposible, en el continente se sigue desarrollando la historia de otros personajes con vida propia, pero que de alguna manera están vinculados a los protagonistas. Como es el caso de Agustín, médico amigo de Damián con problemas en su matrimonio, y que también trata de buscar una respuesta a sus conflictos sentimentales; o el de Marcela, la novia olvidada de Damián que se ve enfrentada a diversas situaciones producto de su desesperación; o el de Luz María que no se conforma con haberlo perdido luego de haber vivido con él un fogoso romance, y lo persigue por mar y por tierra.

## Elenco
- Ramón Farías como Damián Balcarce.
- Ana María Ramos como Tiare Paoa.
- Roberto Parada como Pedro Soler.
- Patricia Guzmán como Marcela Barra.
- Patricio Achurra como Agustín Ferrer.
- Pía Nicolini como Luz María Garriguez.
- Sandra Solimano como Corina Fernández.
- Carlos Zaror como Alejo Vahere.
- Ximena Vidal como Uka Terongo.
- Susana Bouquet como Elvira Soler.
- John Knuckey como Dr. Lobos.
- María Teresa Fricke como Asunción Balcarce.
- Luis Alarcón como Mariano Balcarce.
- Paola Lértora como Iris Balcarce.
- Mario Lorca como Esteban Garriguez.
- Kanda Jaque como Jaqueline Garriguez.
- Eduardo Barril como Alejandro Stuven.
- Maricarmen Arrigorriaga como Delia Fernández.
- Maruja Cifuentes como Flora Barra.
- Andrés Rojas Murphy como Germán Barra.
- Jaime Vadell como Leonardo Arriaza.
- Sonia Mena como Lidia Paoa.
- Pedro Villagra como Timoteo Paoa.
- Marcial Edwards como ?
- Aníbal Reyna como ?
- Mané Nett como Mara (ayudante del Dr. Pedro).
- Rubén Darío Guevara como ?
- Bárbara Mundt como Leti (ayudante Dr. Balcarce).
- Rosa Ramírez como ?
- Víctor Mix como ?
- Roberto Nicolini como ?
- David Guzmán como ?
- Gloria Barrera como ?
- Hans Stein como ?
- Mirta González como ?
- Brana Vantman como Beatriz Soler.
- Carlos Valenzuela como Nicolas Vahere.
- Andrés Pérez como ?
- Regildo Castro como ?
- Carlos Echeñique como ?
- Silvia Novak como ?
- Pablo Vera como ?
- Ramón Núñez como Vicente.
- Elsa Poblete como ?
- Patricia Larraguibel como Silvia.
- Rayén Montalba Nett como Magdalena Ferrer.
- Mauricio González como Pablo ¨Pablito¨ Ferrer.
- Diana Sanz como ?
- Miriam Pérez como ?
- Óscar Olavarría como ?
- Rodrigo Álvarez como ?
- Fernando Farías como Ernesto Arriaza.
- Paulina Hunt como Olivia Torrejón.

### Actores rapa nui
- Piki Pakarati como ?
- Uka Rapu como ?
- Pascual Pakarati como ?
- Marko Rapu como ?